# Otto von Bahrenpark

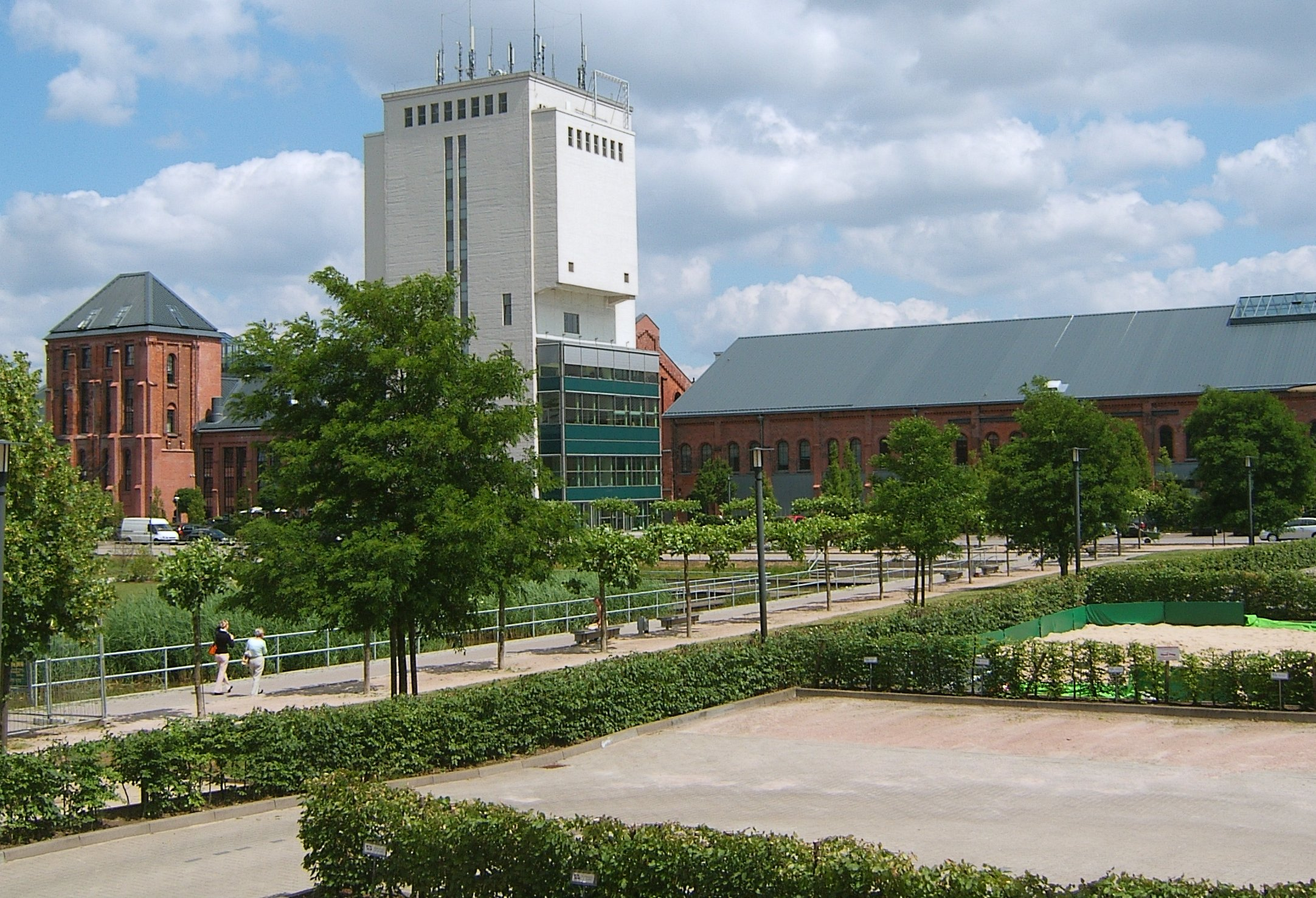
Übersicht
v. l.: Nördlicher Kohlenschuppen, Kohlenturm, Südlicher Kohlenschuppen, im Vordergrund der zentrale Teich

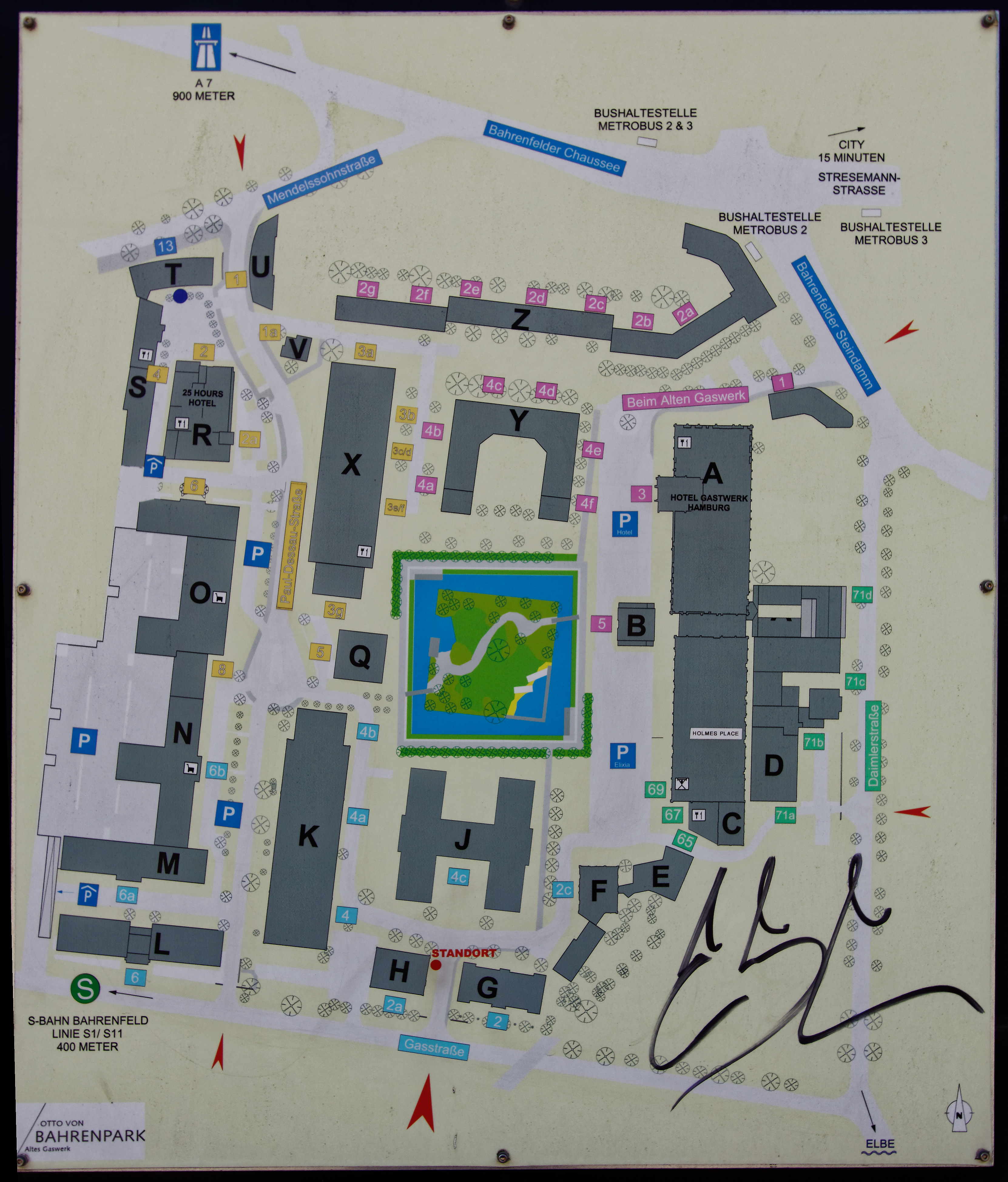
Karte, Stand 2016

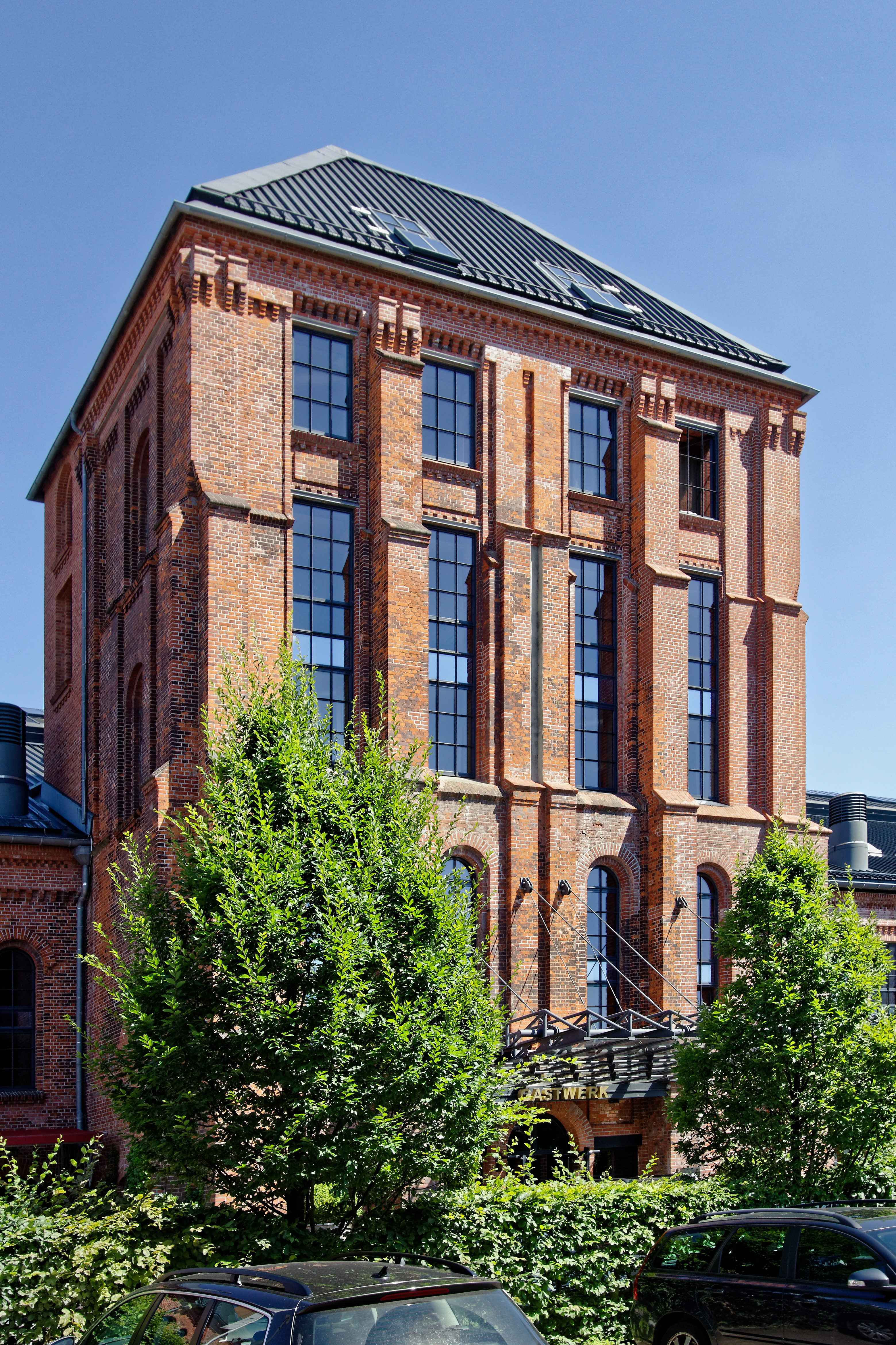
Turm des nördlichen Kohlenschuppens,
heute Hotel „Gastwerk“

Der Otto von Bahrenpark, kurz Bahrenpark, ist ein Wohn- und Gewerbepark im Hamburger Stadtteil Bahrenfeld. Er umfasst die historischen Gebäude des ehemaligen Altonaer Gaswerks.

## Gaswerk Bahrenfeld
Das Gaswerk entstand 1892–1895 nach den Plänen des Architekten und Bauingenieurs Schaar auf einem 8,5 ha großen Gelände, das sich nördlich der heutigen Gasstraße bis zur Mendelssohnstraße ausdehnte. Das Gaswerk Bahrenfeld wurde 1896 als Nachfolge des Gaswerks an der Großen Elbstraße in Betrieb genommen. Es diente den Altonaer Gaswerken als Hauptproduktionsanlage.
Von 1910 bis 1928 wurden die Industrieanlagen dem Bedarf entsprechend erweitert. 1938 erfolgte die Stilllegung als Erzeugungsanlage. Nach der Kriegszerstörung von 1943 wurde ab den 1950er-Jahren kein Stadtgas mehr produziert, aber weiterhin Rohbenzol von den anderen Gaswerken in Hamburg auf dem Grundstück gelagert und verarbeitet. Die Anlage diente als Behälter und Kompressorstation. 1960 erfolgte die Stilllegung des gesamten Industriebetriebes, die verbliebenen Gasbehälter wurden 1974 abgebrochen.
Teile der Gebäude wurden auch danach noch gewerblich genutzt, so diente z. B. eine der alten Kohlelagerhallen als Futtermittelfabrik, andere Teile wurden kleingewerblich genutzt. Es entstanden auch Nutzungen durch Künstler und Aussteiger, die verstärkt leerstehende Industriebauten für sich entdeckten und hier Ateliers, Wohnungen und Lagerhallen einrichteten.
Das Gaswerk verfügte über einen Gleisanschluss zum Bahnhof Bahrenfeld. Die Brücke über die Gasstraße ist noch erhalten.

## Konversion
Anfang der 1990er-Jahre sind Investoren und Architekten auf die Fabrikbauten mit ihren typischen Backsteinbauten aufmerksam geworden und gründeten zunächst eine Interessengemeinschaft für die weitere Planung. Das Gaswerk-Areal wurde 1994 von der Investorengruppe Hollmann Peters Vogler (HPV) und einem weiteren Investor angekauft. Die Idee war, das ehemalige Gaswerk unter denkmalgerechten Aspekten zu einer modernen stilgerechten Großanlage für Gewerbezwecke und ein modernes Zentrum mit allen dazugehörigen Einrichtungen für den Stadtteil Bahrenfeld umzuwandeln. Die Bauten des Geländes wurden 1996 in die Denkmalliste eingetragen.
Zwischen 1994 und 1998 erkundeten die Investoren und die Hamburger Behörde für Stadtentwicklung und Umwelt die Altlastensituation auf dem Gelände. Dabei stellten sie teilweise starke Bodenbelastungen durch Cyanide, PAK, Phenole und BTEX fest und fanden auch im recht gut geschützten Grundwasserleiter aromatische Verbindungen. Die vor der geplanten Nutzung notwendige umfangreiche Bodensanierung fand von Mitte 1999 bis Mitte 2000 parallel zu den ersten Baumaßnahmen statt. Dabei wurden die unterirdischen Grubenbauwerke freigelegt, wässrige Flüssigkeiten sowie Teeröle abgepumpt und die
Gruben zurückgebaut. Insgesamt musste der Boden teilweise bis in 12 m Tiefe saniert und ca. 150.000 t Boden und Schutt entsorgt werden. Noch 2007 entdeckte man im Süden des Geländes eine tief reichende Verschmutzung mit Benzol. Nach Abschluss dieser letzten Sanierung gilt das ehemalige Gaswerksgelände als saniert. Die für die Finanzierung dieser Maßnahmen nötigen 7,5 Mio. Euro kamen aus dem Haushalt der Stadt Hamburg.

## Gewerbepark
Ab 2003 begann die geplante kommerzielle Nutzung der Wohn- und Gewerbeimmobilien. Aus dem historischen Ensemble wurden von der Investorengruppe über 10 Objekte unter Auflagen des Denkmalschutzes umgenutzt und umfassend renoviert. Der neue Gewerbepark erhielt den Namen Otto von Bahrenpark, er besteht aus einer Mischung aus Büros, Geschäften, Hotels, einem Fitnesscenter und Restaurants. Die 250 Eigentumswohnungen entstanden hauptsächlich im nördlichen Teil, in der Mitte errichtete man einen zentral gelegenen Park mit einem zugleich als Regenrückhaltebecken dienenden Teich.

## Name des Geländes und Denkmalschutz
Der Gewerbepark verdankt laut Betreiber des Geländes seinen Namen einem Ritter namens „Otto von Bahren“, dessen Existenz nicht belegt ist, der aber auf der Gewerbepark-Homepage als Namensgeber für die Hamburger Stadtteile Bahrenfeld und Ottensen behauptet wird. Der Eigenname ist eine Schöpfung der Vermarktungsgesellschaft und müsste orthografisch richtig „Otto-von-Bahren-Park“ lauten.
Denkmalgeschützte Reste des Gaswerks sind zwei große Gebäude der ehemaligen Gasreinigung auf der Westseite des Geländes, drei große Gebäude der ehemaligen Kohlenlager auf der Ostseite des Geländes und kleinere Bauten auf der Südseite des Geländes, die ursprünglich als Reglerhaus, Werkstatt und Verwaltungsgebäude genutzt wurden. Dazu kommen verteilte Überreste der industriellen Nutzung wie eine Bahnbrücke über die Gasstraße, Straßenpflasterung, Bahnschienen und eine Fahrzeugwaage.

## Fotografien und Karte
Koordinaten: 53° 33′ 43,9″ N, 9° 55′ 3,3″ O

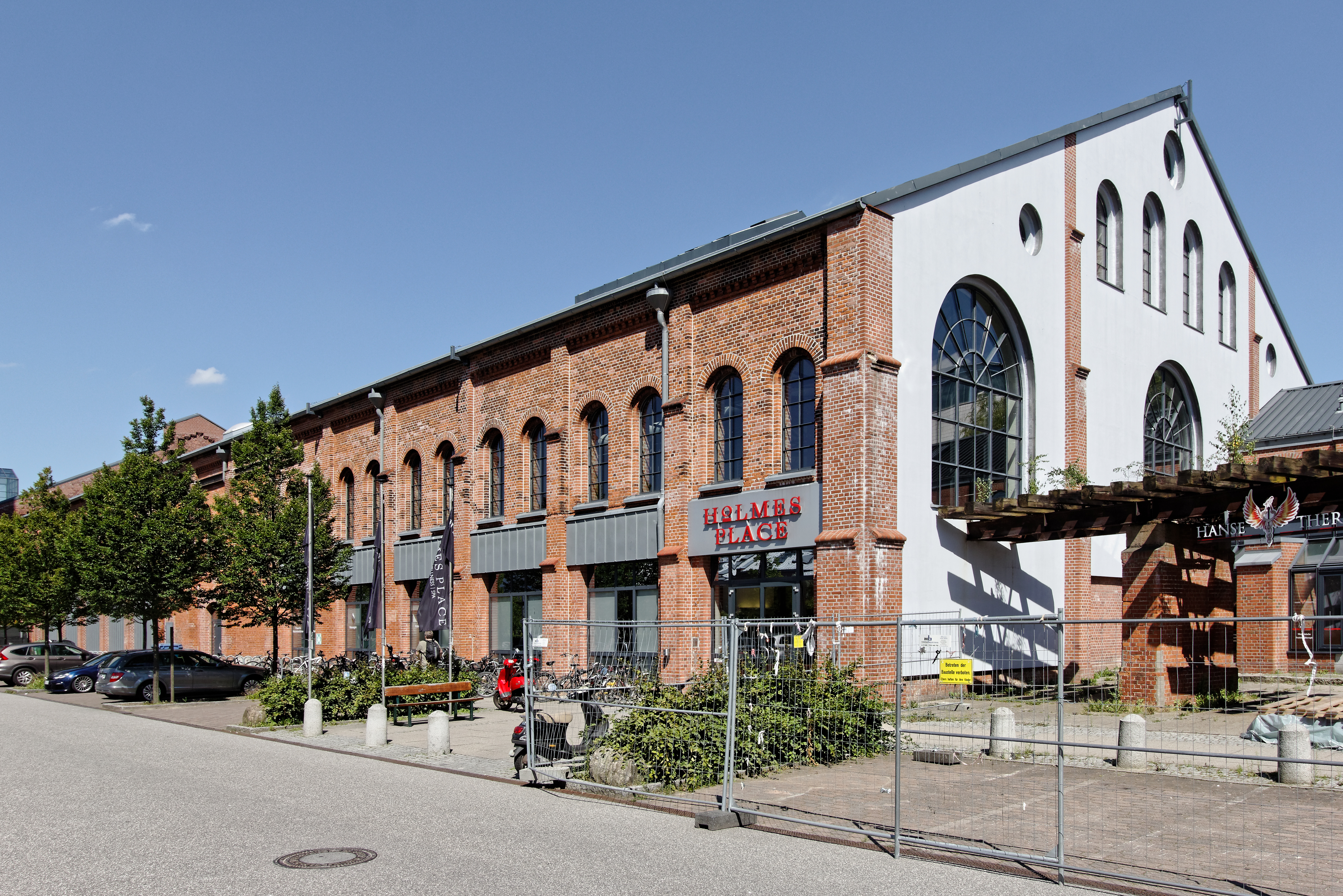
Südlicher Kohlenschuppen
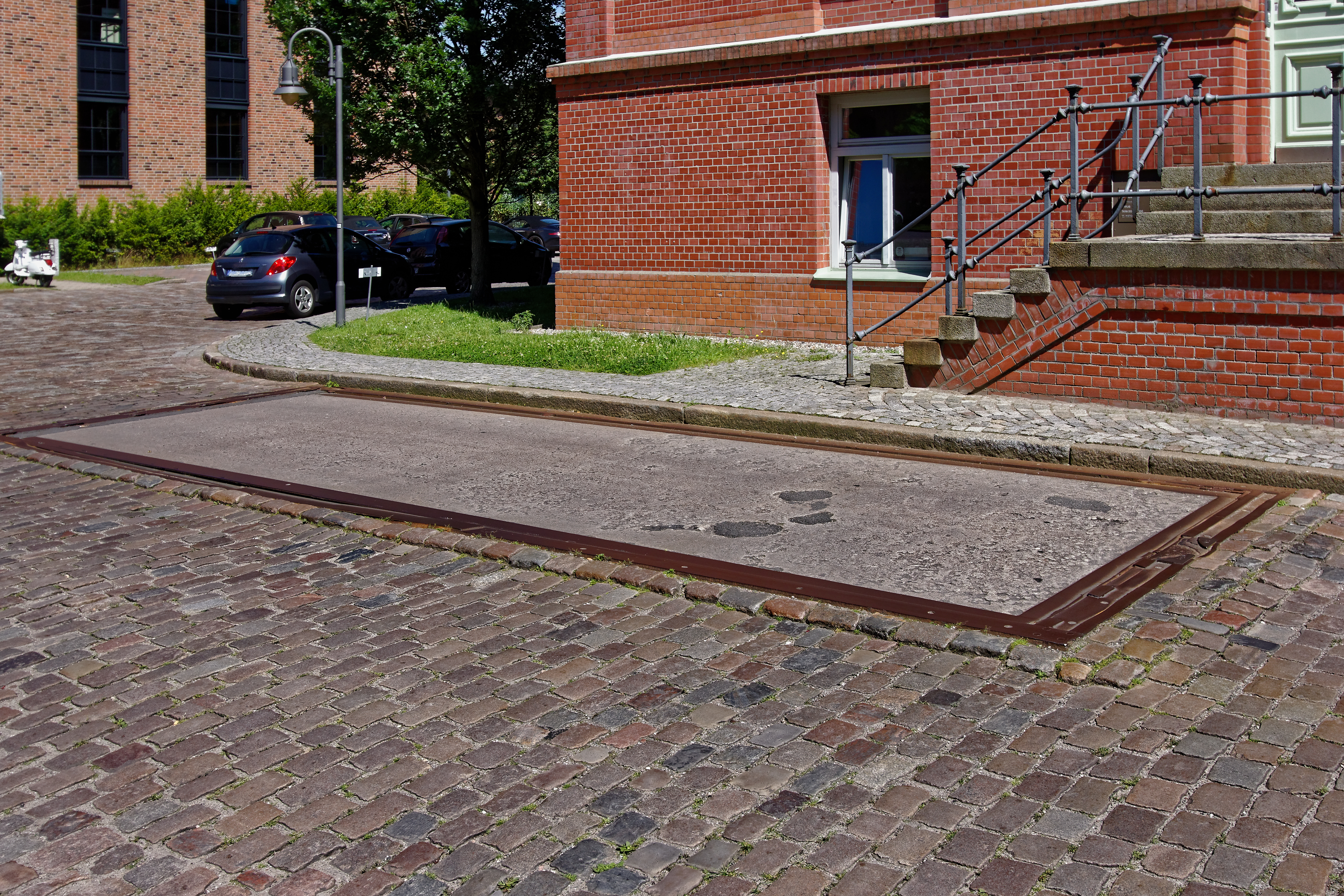
Ehemalige Fahrzeugwaage
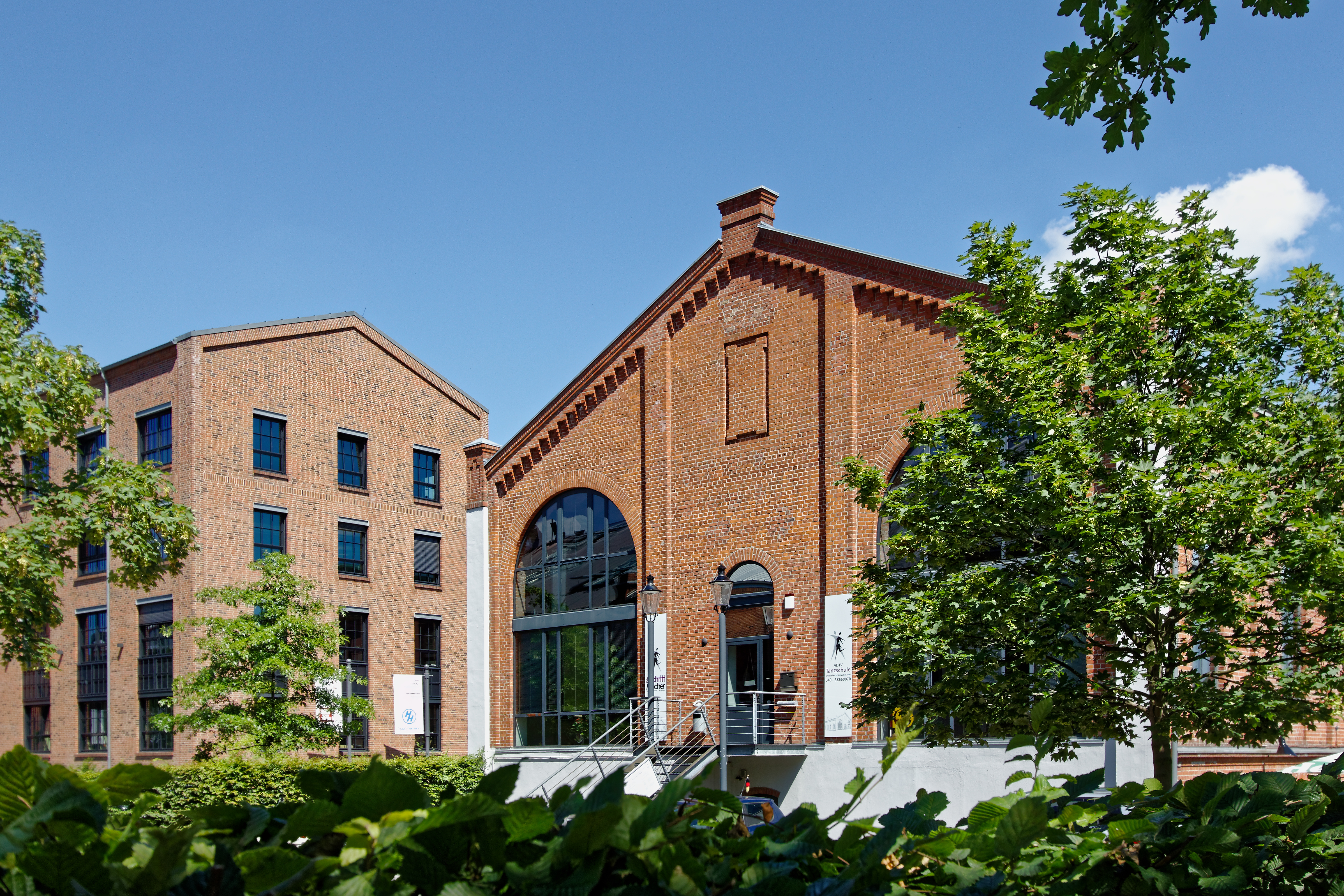
Westgiebel des ehemaligen Reglerhauses
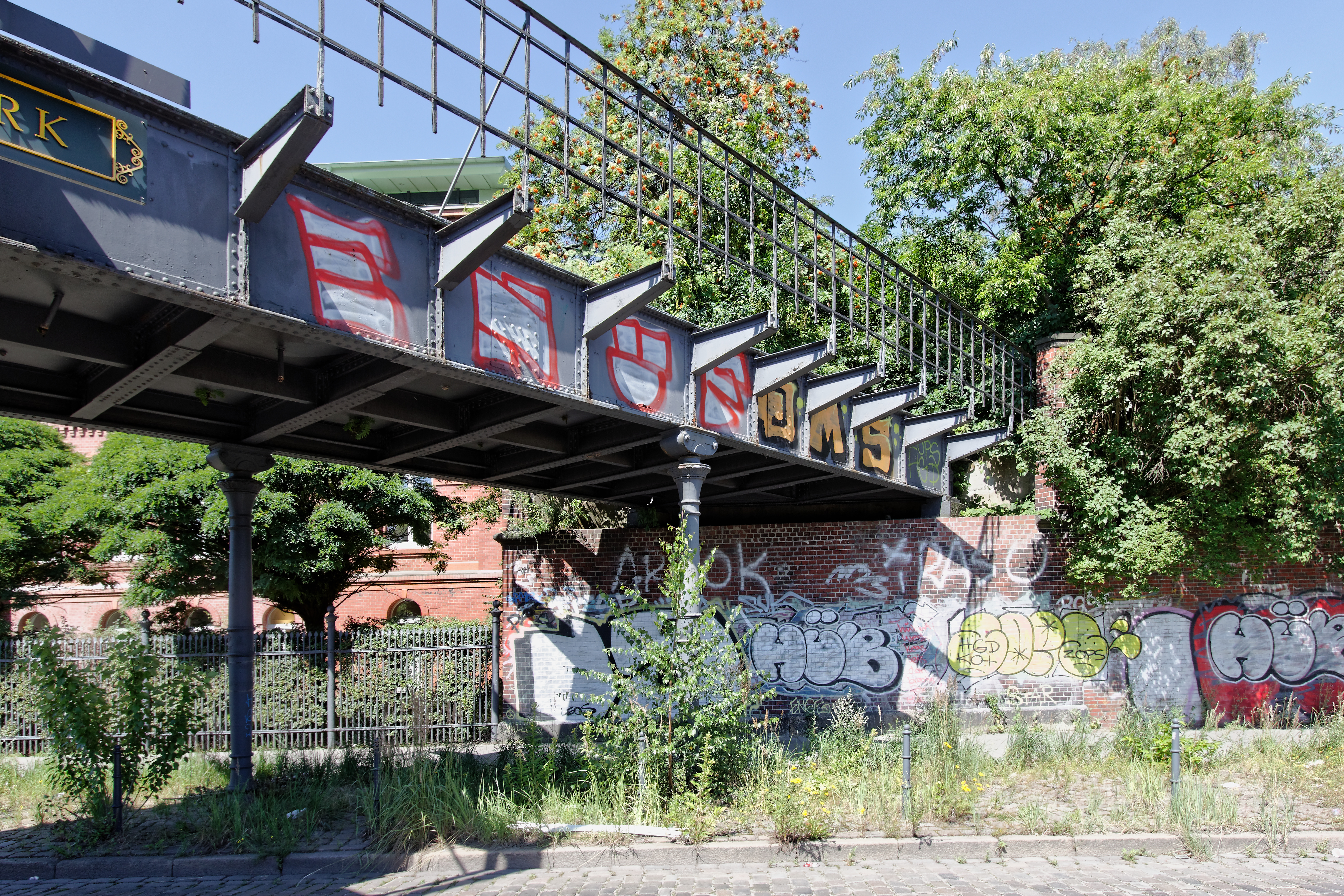
Ehemalige Bahnbrücke über die Gasstraße
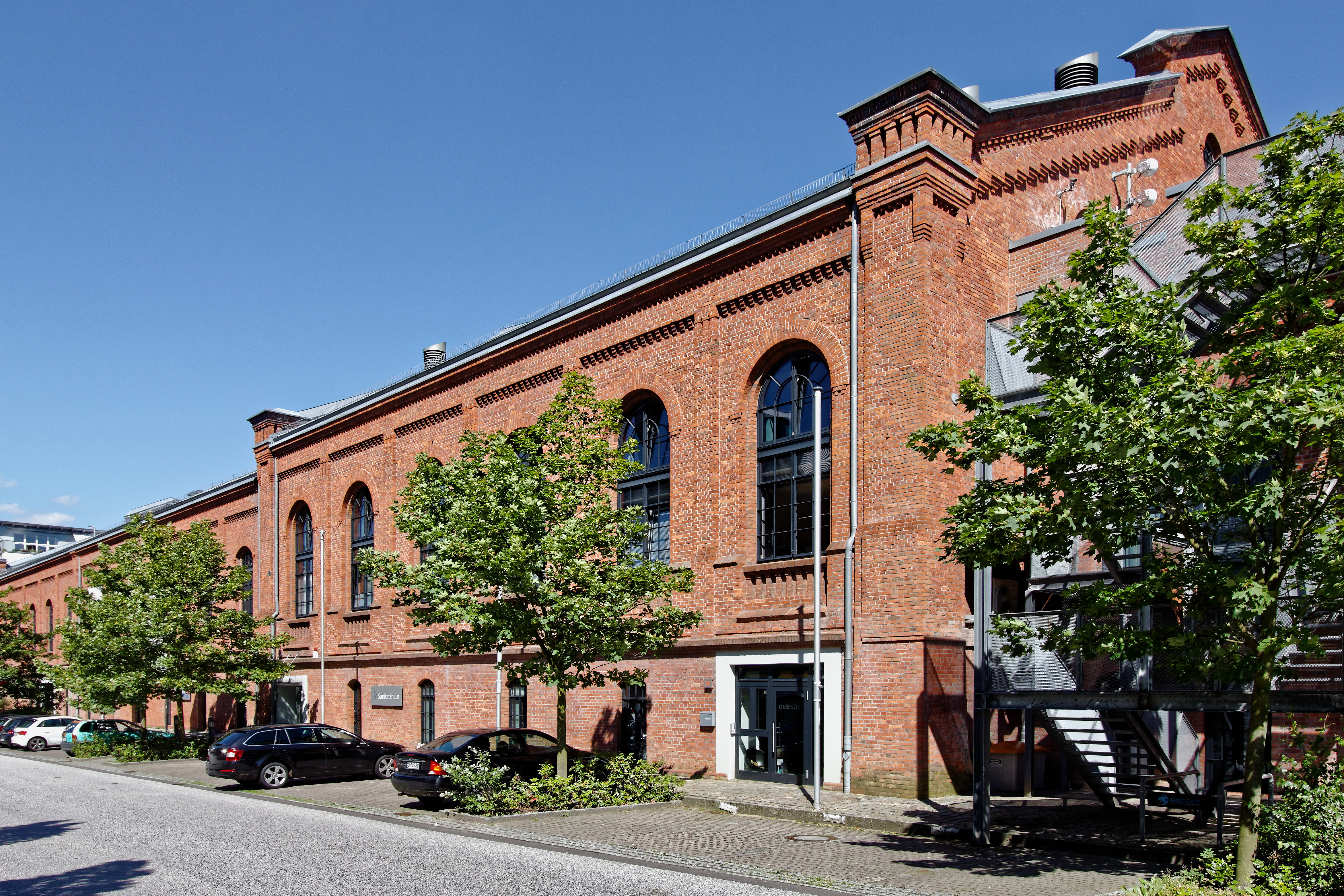
Nördliche Gasreinigung